# 실레시아 독일어
실레시아 독일어, 슐레지엔어(독일어: Schlesisch), 또는 저지 실레시아어는 실레시아의 독일인들이 사용하던 독일어의 방언이다. 고지 독일어 중 동중부 독일어의 일종으로 분류되며, 실레시아어 등 인접한 서슬라브어군 언어들과 영향을 주고 받았다. 1945년까지 실레시아 및 이와 인접한 보헤미아-모라비아 지역에서 약 7백만 명에 달하는 사람들이 사용하던 방언이나, 2차 대전 이후 실레시아 지역이 폴란드에 할양되고 독일인의 도피 및 추방이 일어나면서 언어 공동체가 크게 파괴되었다. 일부 독일인들은 고향 지역(오폴레주)에 남을 수 있었으나 현재는 거의 노년층만이 실레시아 독일어를 사용하고 있다.

## 같이 보기
- 빌라모비체어